# Keith Gordon
Keith Gordon (New York, 3 febbraio 1961) è un regista e attore statunitense.

## Biografia
Figlio d'arte, decide all'età di dodici anni, guardando a Broadway James Earl Jones interpretare Uomini e topi, che il suo futuro è nel cinema. Come attore, dopo un esordio in Lo squalo 2, recita per Brian De Palma (Home Movies - Vizietti familiari, Vestito per uccidere), John Carpenter (Christine - La macchina infernale) e Bob Fosse (All That Jazz - Lo spettacolo continua). Nel 1985 recita e collabora alla sceneggiatura di Static, film diretto da Mark Romanek.
In veste di regista, nel 1992 per Vicino alla fine si aggiudica una nomina agli Independent Spirit Award per la miglior sceneggiatura. Successivamente si ispira al romanzo Madre notte di Kurt Vonnegut per il drammatico Confessione finale, e nel 2003 con The Singing Detective tributa l'omonima miniserie TV della BBC del 1986. Attivo anche sul versante televisivo, nel terzo millennio dirige alcuni episodi delle serie televisive Night Visions, Dr. House - Medical Division, Dexter, The Killing, Fargo, Better Call Saul e Legion.

## Filmografia

### Attore

#### Cinema
- Lo squalo 2 (Jaws 2), regia di Jeannot Szwarc (1978)
- All That Jazz - Lo spettacolo comincia (All That Jazz), regia di Bob Fosse (1979)
- Home Movies - Vizietti familiari (Home Movies), regia di Brian De Palma (1979)
- Vestito per uccidere (Dressed to Kill), regia di Brian De Palma (1980)
- Christine - La macchina infernale (Christine), regia di John Carpenter (1983)
- La leggenda di Billie Jean (The Legend of Billie Jean), regia di Matthew Robbins (1985)
- A scuola con papà (Back to School), regia di Alan Metter (1986)
- Static, regia di Mark Romanek (1986)
- Inviati molto speciali (I Love Trouble), regia di Charles Shyer (1994)
- Guardo, ci penso e nasco (Delivering Milo), regia di Nick Castle (2001)

#### Televisione
- Tutti a naja (Combat High), regia di Neal Israel – film TV (1986)
- Miami Vice – serie TV, episodio 5x20 (1989)
- Linea diretta (WIOU) – serie TV, 2 episodi (1990)
- Dexter – serie TV, 1 episodio (2009)

### Regista

#### Cinema
- Vicino alla fine (1992)
- Confessione finale (1996)
- Waking the Dead (2000)
- The Singing Detective (2003)

#### Televisione
- Night Visions – serie TV, 2 episodi (2001)
- Dr. House - Medical Division – serie TV, I serie, episodio 12 (2005)
- Dexter – serie TV, 8 episodi (2006-2009)
- Rubicon – serie TV, 1 episodio (2010)
- The Killing – serie TV, 2 episodi (2011-2012)
- The Leftovers - Svaniti nel nulla – serie TV, 2 episodi (2014-2015)
- The Strain – serie TV, 1 episodio (2014)
- Fargo – serie TV, 2 episodi (2015)
- Better Call Saul – serie TV, 1 episodio (2017)
- Legion – serie TV, 1 episodio (2018)
- Messaggi da Elsewhere (Dispatches from Elsewhere) – serie TV, 1 episodio (2020)

### Produttore
- Confessione finale (Mother Night), regia di Keith Gordon (1996)

## Doppiatori italiani
Nelle versioni in italiano delle opere in cui ha recitato, Keith Gordon è stato doppiato da:
- Riccardo Rossi in All That Jazz - Lo spettacolo continua, Vestito per uccidere
- Francesco Prando in Christine - La macchina infernale, Miami Vice
- Piero Tiberi in Lo squalo 2
- Oreste Baldini in A scuola con papà
- Vladimiro Conti in Inviati molto speciali